# پاتریک گدئون
پاتریک گدئون (چکی: Patrik Gedeon؛ زادهٔ ۱۹ ژوئیهٔ ۱۹۷۵) بازیکن فوتبال اهل جمهوری چک بود.
از باشگاه‌هایی که در آن بازی کرده‌است می‌توان به باشگاه فوتبال فادوتس، باشگاه فوتبال بلشانی، باشگاه فوتبال اسلاویا پراگ، باشگاه فوتبال دوکلا پراگ، و دوکلا پراگ اشاره کرد.
وی همچنین در تیم ملی فوتبال جمهوری چک بازی کرده‌است.